# Guanto

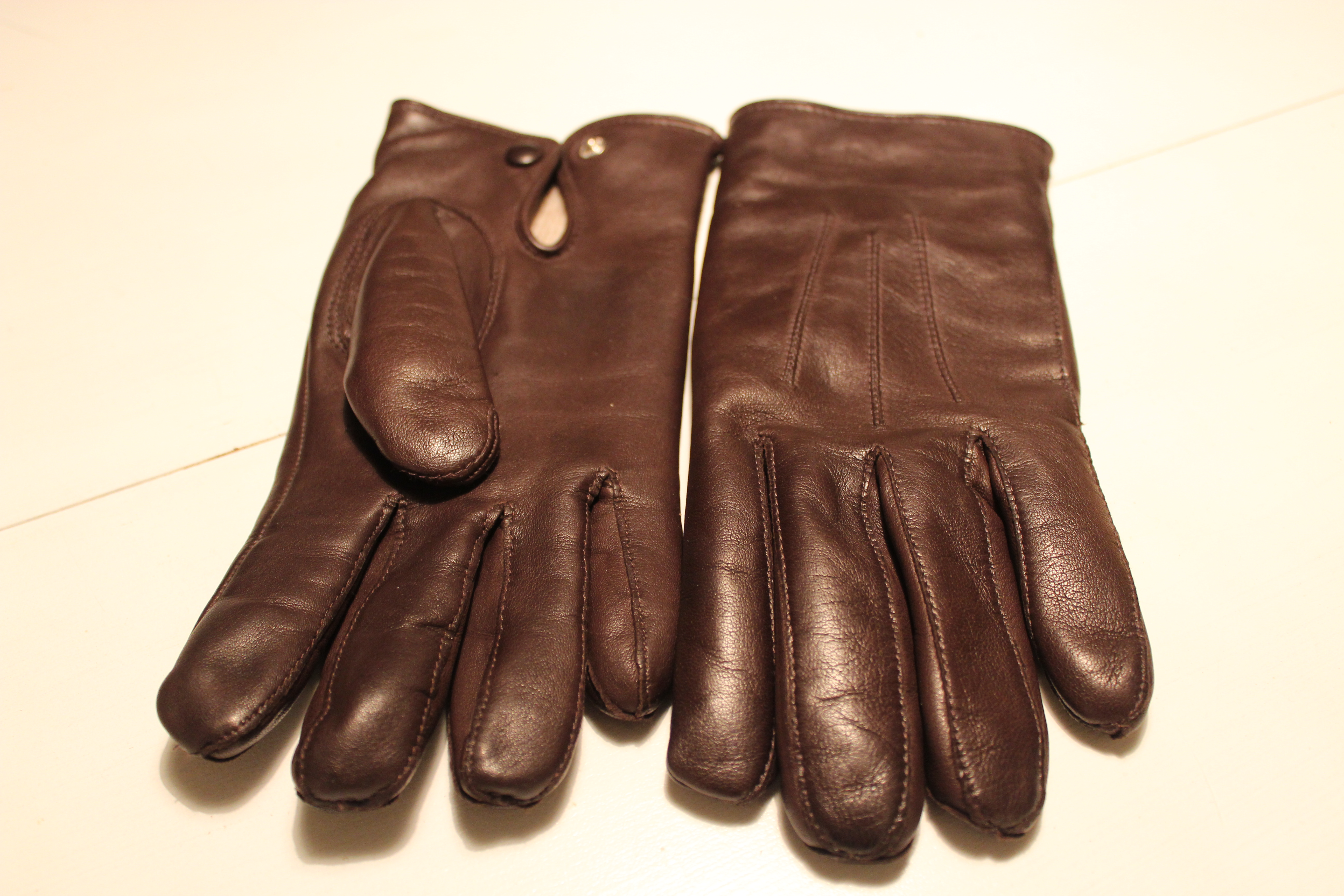
Un paio di guanti in pelle

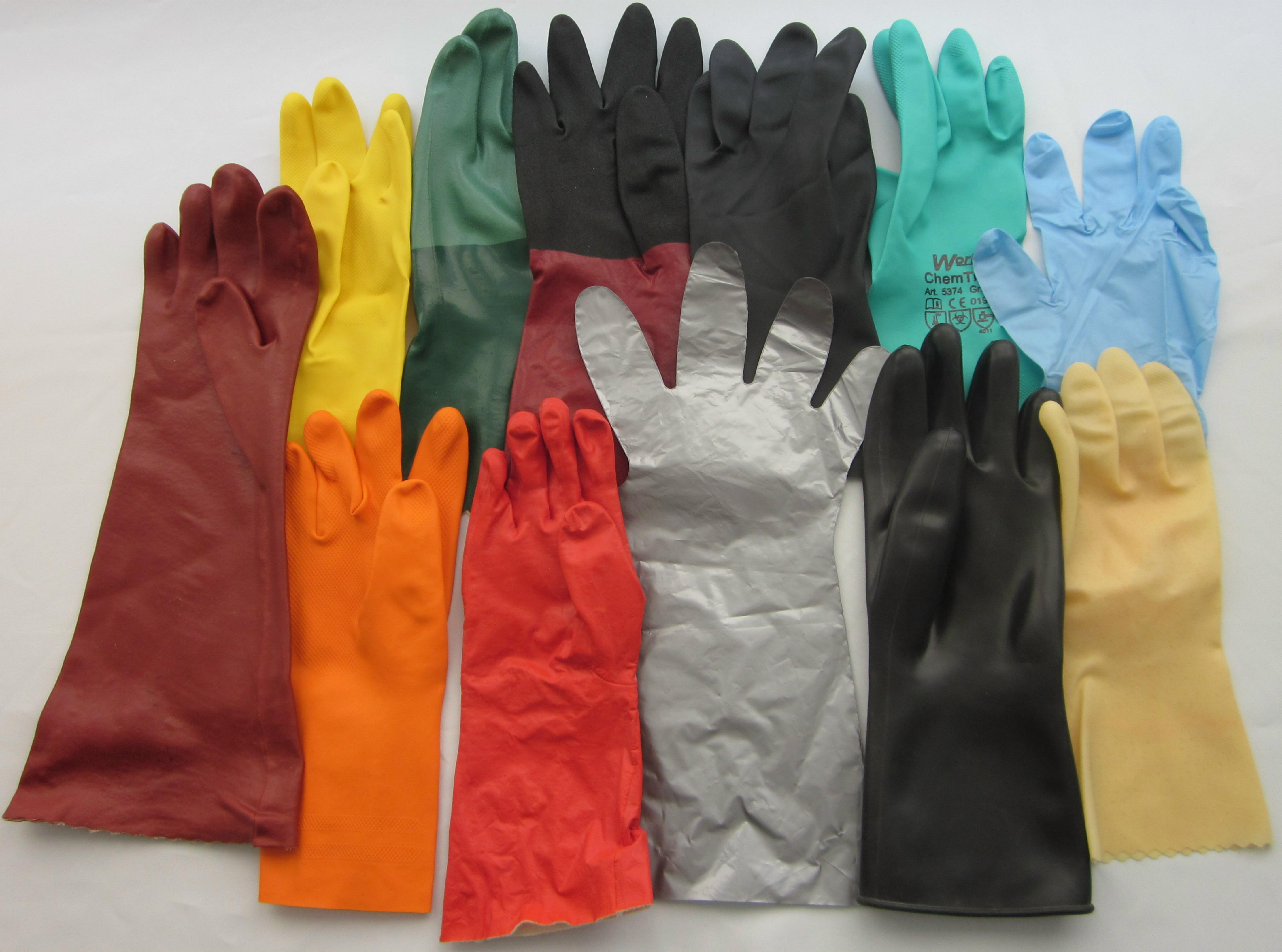
Vari tipi di guanti protettivi contro agenti chimici

Il guanto è un capo di abbigliamento che si indossa sulla mano. Ha lo scopo principale di proteggere le mani dal freddo, ma può essere usato anche semplicemente con una funzione estetica. Viene realizzato con svariati tipi di decorazioni e materiali, tra cui pelle, stoffa, filato di lana e altre fibre.
I guanti sono anche in alcuni casi un dispositivo di protezione individuale, usato per difendere le mani da diversi tipi di agenti pericolosi o danni, tra i quali alcune sostanze chimiche, agenti patogeni, fratture, tagli o abrasioni in ambito sportivo o lavorativo, ustioni da caldo e da freddo.

## Storia

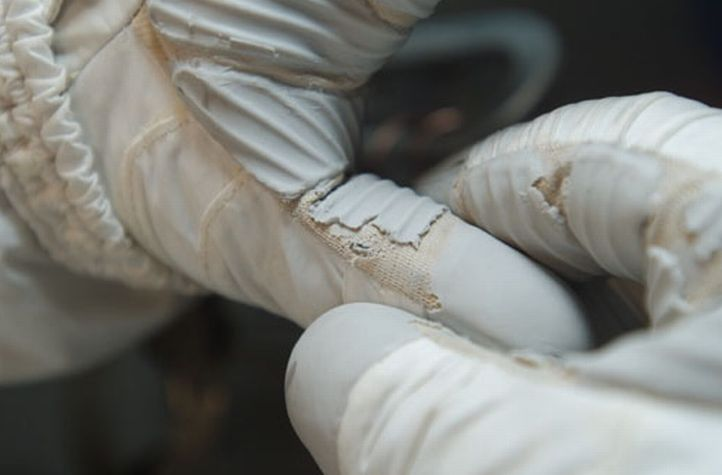
Strappo in un guanto spaziale durante la missione STS-118

Già Omero nell'Odissea e Marco Terenzio Varrone nel De re rustica testimoniano l'uso dei guanti in età antica per ripararsi dal freddo o per svolgere lavori manuali.
Per gli antichi Egizi, invece, erano un simbolo di prestigio e avevano valenza soprattutto simbolica e liturgica: ad esempio, un paio di guanti è stato ritrovato nella tomba del faraone Tutankhamon.
Ai tempi delle invasioni barbariche i barbari, per proteggersi dal freddo, indossavano guanti a manopola in pelle. A causa della difficoltà di realizzazione, i guanti erano piuttosto rari nelle popolazioni barbare, perciò erano frequenti le lotte per l'accaparramento di essi.
Successivamente l'abitudine di indossare i guanti si diffuse in tutta l'Europa. Alla funzione di proteggere le mani dal freddo si aggiunse quella di indicare il rango sociale di chi li portava. Dai semplici involucri che avvolgevano le mani, essi si svilupparono acquisendo la forma della mano stessa e permettendo a tutte le dita di muoversi liberamente, anche se spesso erano ingombranti e scomodi. È in questo periodo che nacque l'espressione "gettare il guanto": un nobile si sfilava il guanto e lo gettava ai piedi come segno di sfida.
Essendo i guanti spesso associati alla superiorità, era segno di maleducazione stringere la mano senza togliersi il guanto. Anche oggi, nonostante sia diventato un capo d'abbigliamento comune, alcuni si sfilano il guanto prima di dare la mano, mentre per altri questo è ormai un gesto dimenticato.
In massoneria I guanti sono un elemento importante dell'abbigliamento di Loggia, simbolo dell'onore e del candore.

## Caratteristiche

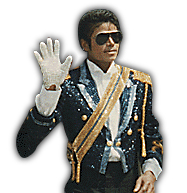
Michael Jackson con il suo tipico guanto bianco

I guanti possono essere con o senza dita, possono avere un'unica apertura per le quattro dita e una per il pollice (guanti a manopola o muffole). I guanti a manopola riscaldano di più poiché tengono le quattro dita a contatto fra di loro, a differenza dei guanti normali che presentano un'apertura per ogni dito.
I guanti senza dita spesso sono indossati dai ciclisti, per avere più libertà, e dagli atleti di sollevamento pesi. Sono comodi anche per fumare o suonare.
Esiste un tipo di guanto senza dita a mezzo braccio (sovente traforato), di seta o altri filati, ancora in uso come accessorio in qualche costume regionale alpino (mitena).
Sono anche una componente importante delle tute spaziali. Essendo più sottili del resto della tuta per facilitare i movimenti della mano, si lacerano facilmente e possono causare la depressurizzazione della tuta.
Per quanto riguarda le varie possibili lunghezze di questo accessorio, viene utilizzato il termine "lunghezza opera" per indicarle.

## Materiali

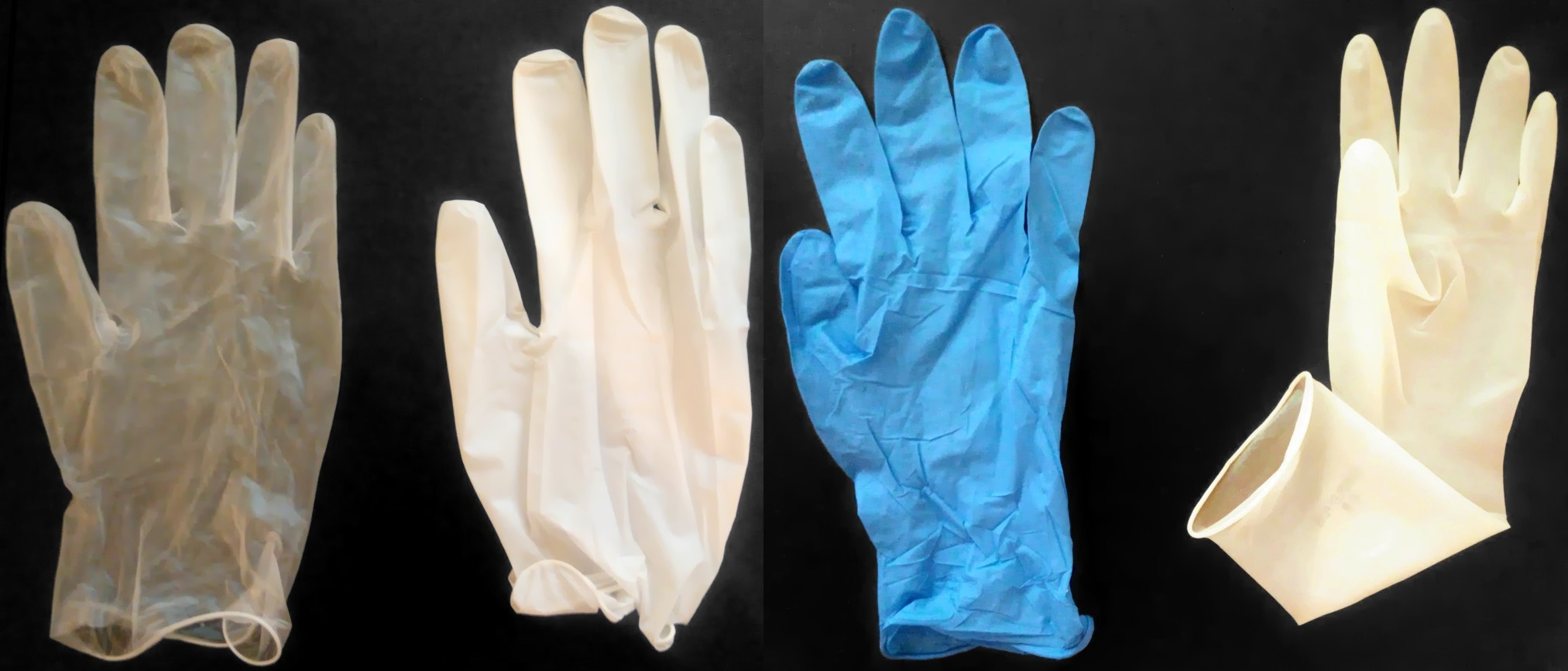
Guanti medicali di vario materiale, da sinistra verso destra dal meno elastico al più elastico: vinile, vinile elasticizzato, nitrile e lattice.

I guanti monouso in lattice, nitrile, vinile (con o senza talco) o vinile elasticizzato si indossano dal personale sanitario per motivi igienici. La polizia li usa per non contaminare la scena del crimine. Per non lasciare impronte digitali, molti criminali indossano guanti simili.
I guanti possono essere fatti di molti materiali: stoffa, filato di lana o di altre fibre, pelle, gomma, latex, neoprene, metallo o kevlar per proteggere le mani dai tagli.

## Tipi di guanti

### Guanti in pelle

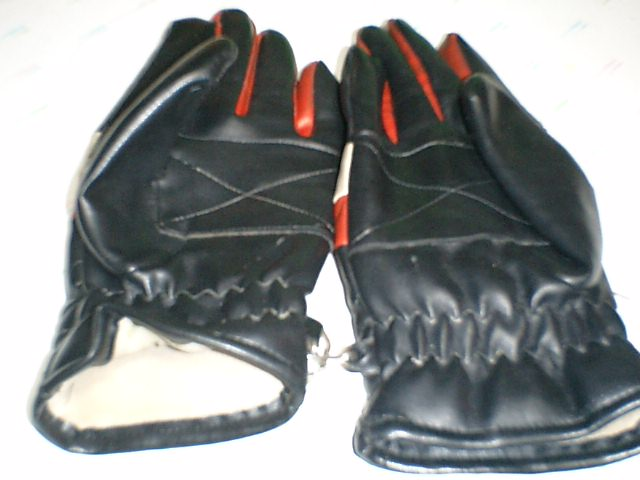
Guanti in pelle nera

I guanti in pelle di solito hanno un'apertura per ogni dito. Il loro rivestimento è composto da pelle conciata di un animale, anche se negli ultimi tempi viene utilizzata sempre più la pelle sintetica.
Questi guanti esistono da migliaia di anni; ciò che li contraddistingue è che sono comodi e conferiscono una presa ben salda. Hanno iniziato a comparire in una forma primitiva presso i vichinghi, che avevano la necessità di proteggersi le mani dal freddo della Scandiavia, ed erano del tipo a manopola.
In Inghilterra si diffusero soprattutto come capi d'abbigliamento esclusivi della nobiltà. In seguito a numerosi perfezionamenti atti a renderli più comodi, si sono trasformati negli accessori così come li conosciamo oggi.
Nell'America settentrionale i cowboy portano spesso guanti di pelle per tenere meglio le redini e talvolta per proteggersi dai raggi solari.

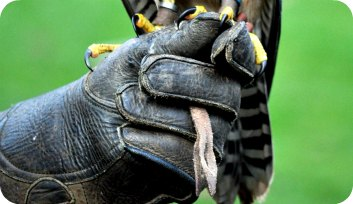
Un guanto da falconeria

Vengono usati anche nello sport, come il baseball (un guantone da baseball è un guanto di pelle di grosse dimensioni la cui forma è sviluppata per facilitare la presa contenere la palla) o il ciclismo. Le prime vetture di Formula 1 montavano voltanti in legno (simile a quello delle automobili d'epoca) e prevedevano l'utilizzo di guanti in pelle.
I guanti in pelle per la falconeria permettono il libero movimento di tutte e cinque le dita, ma sono comunque ingombranti e scomodi, poiché il loro scopo è proteggere la mano e il braccio dagli artigli del rapace. Vi sono alcuni guanti da falconeria particolari che non rivestono il braccio, usati per gufi di piccole dimensioni.
I guanti di pelle sono ottimi indumenti protettivi anche in altri ambiti. Gli apicoltori li utilizzano per proteggersi dalle api; i muratori li indossano non solo per afferrare più saldamenti i materiali di costruzione, ma anche per proteggersi da eventuali tagli e ferite; i saldatori li portano per proteggersi dalle scosse elettriche e da alte temperature.
I criminali sono noti per l'utilizzo dei guanti di pelle per depistare gli investigatori, poiché essi impediscono loro di lasciare impronte digitali.

### Guanti senza dita (mitene)

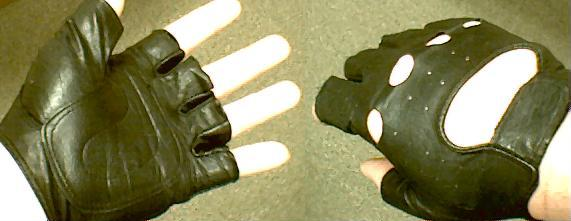
Guanti senza dita

Questo tipo di guanto, chiamato mitena, non copre interamente le dita di chi lo indossa.
È spesso utilizzato dai pattinatori di velocità e dagli skater per proteggersi le mani dalle cadute; sono preferiti anche da alcuni pescatori. La mancanza di tessuto sulla punta delle dita agevola anche l'utilizzo dei touch-screen.
All'inizio degli anni 1980 divennero popolari i guanti senza dita a maglia. Li indossava anche Michael Jackson.
Anche se proteggono di meno dal freddo e da eventuali tagli, sono più igienici di quelli interi, poiché le aperture favoriscono la traspirazione e l'asciugatura. Inoltre, permettono alla mano di muoversi più liberamente e non alterano la sensibilità delle dita.

### Guanti a manopola

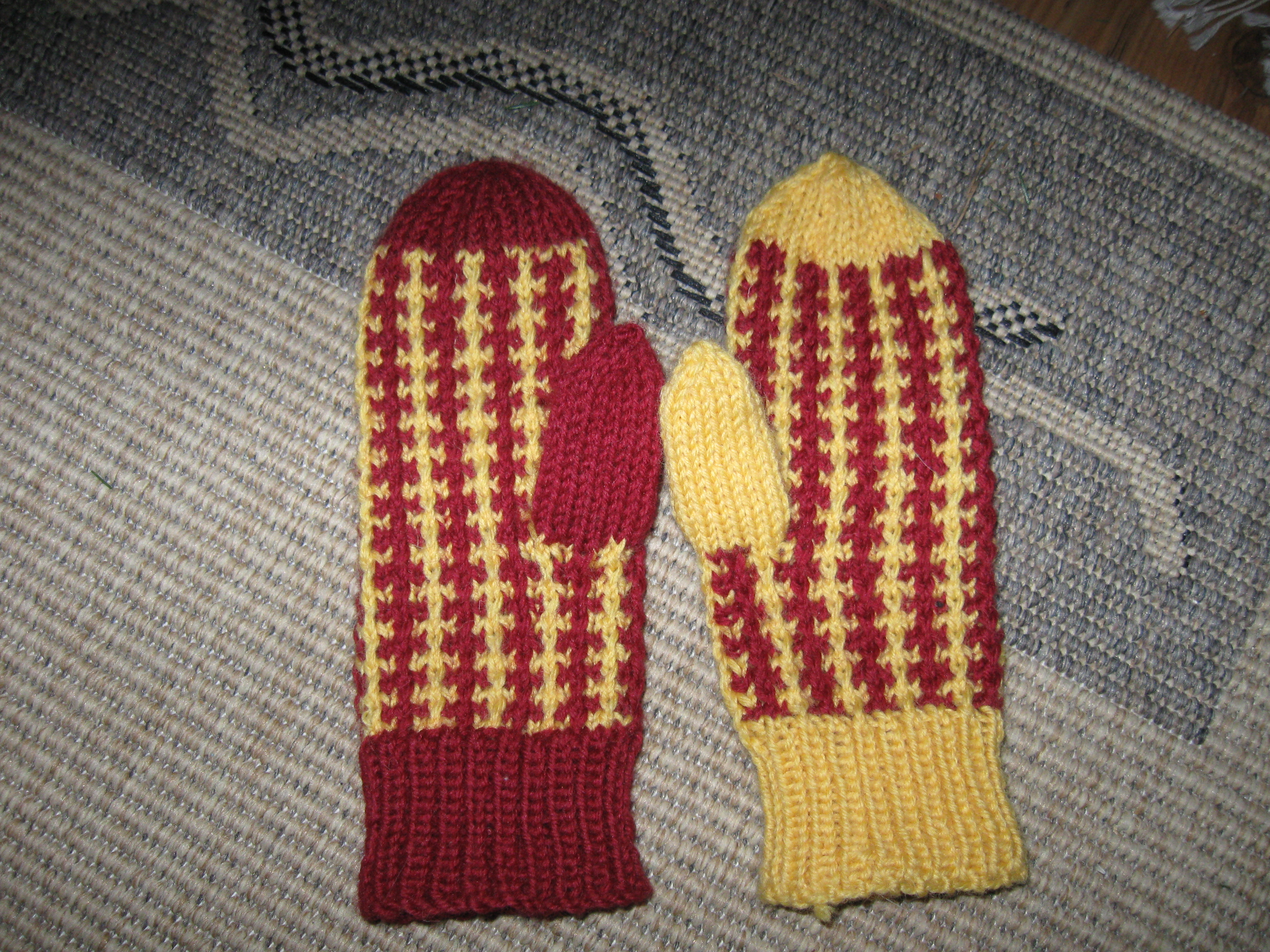
Un paio di guanti a manopola

I guanti a manopola o muffole sono diversi dai guanti normali perché hanno solo due aperture: una per il pollice e l'altra per le altre quattro dita. Sono molto più efficaci contro il gelo perché, non avendo un'apertura per ogni dito, non espongono le dita al freddo e le lasciano in contatto tra di loro per riscaldarsi. Pertanto, quando il freddo è estremo, sono da preferire.
Il guanto a manopola, tuttavia, presenta anche lo svantaggio di non permettere alle dita di muoversi liberamente.

### Altri tipi di guanti

#### Per usi commerciali o industriali
- Guanti di gomma
- Guanti medicali
- Guanti da saldatore
- Guanti da giardinaggio
- Guanti antitaglio
- Guanto da sera

#### Sport
- Guanto da arciere
- Guanto da baseball
- Guanto da biliardo
- Guantoni da boxe
- Guanti da cricket
- Guanti da portiere
- Guanti da guida
- Guanti da rugby
- Guanti da ciclismo
- Guanti da golf

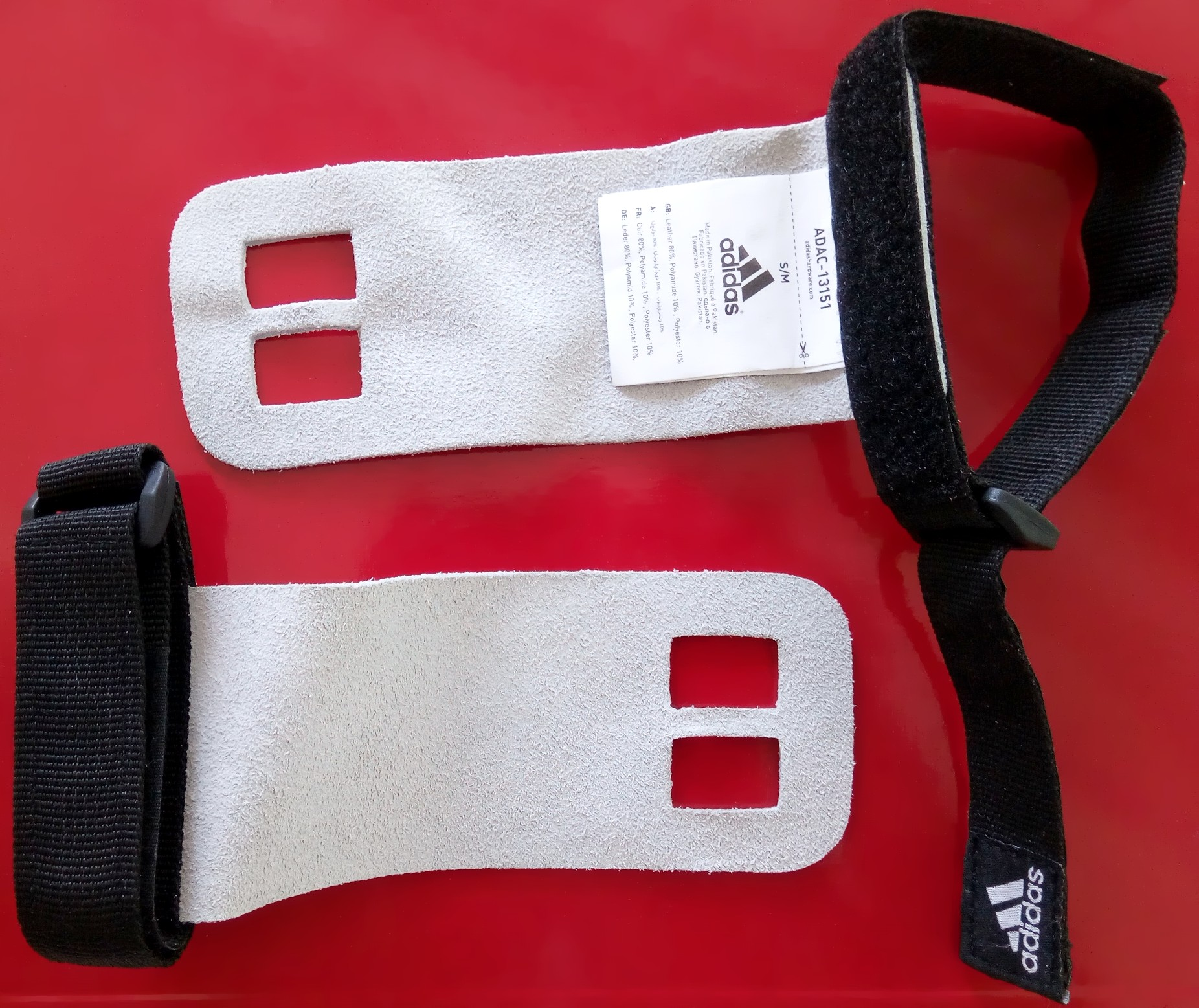
Guanto paracalli di tipo base, utile in fase d'iniziazione all'attività fisica con gli attrezzi ginnici o da palestra

- Guanti da hockey su ghiaccio o hockey in-line
- Guanti da sci
- Guanti da motociclista
- Guanti paracalli (ginnastica artistica e palestra)

#### Guanti per il freddo
- Mitene
- Guanti in acrilico
- Guanti in lana
- Guanti in pelle

## Misura dei guanti
| Giro della mano in cm | 17,00 | 18,25 | 19,50 | 20,75 | 22,00 | 23,25 | 24,50 | 25,75 | 27,00 |
| Misura                | 6     | 6,5   | 7     | 7,5   | 8     | 8,5   | 9     | 9,5   | 10    |

## Normativa e standard

Segnale di obbligo di utilizzo di guanti protettivi secondo la norma internazionale ISO 7010.

### In Europa

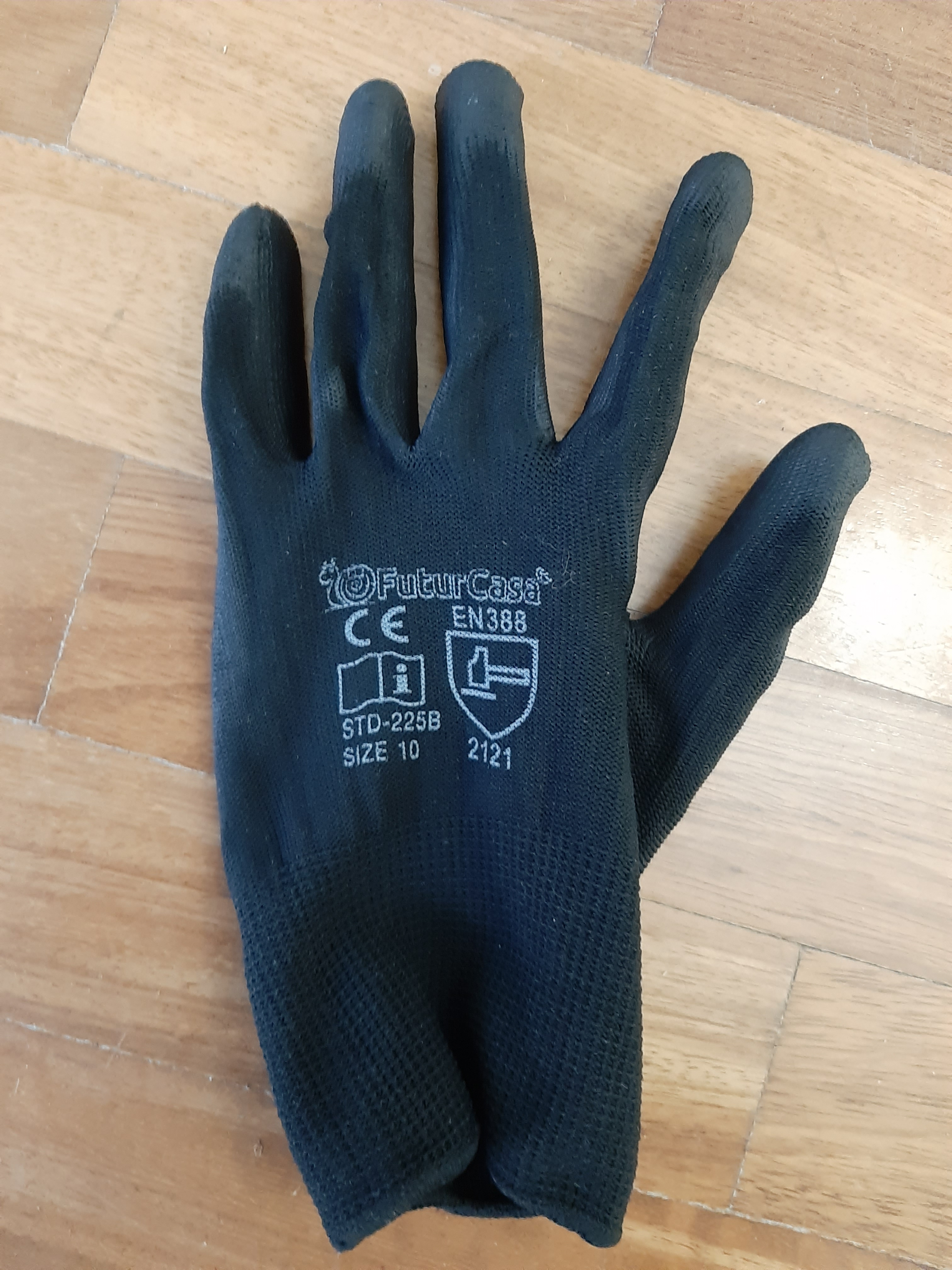
Esempio di marcatura CE su un guanto per protezione da rischi meccanici

Nell'ambito della Comunità Europea, quando sono utilizzati come dispositivo di protezione individuale, i guanti protettivi destinati ad essere utilizzati in ambito lavorativo devono essere provvisti di marcatura CE ai sensi del Regolamento sui dispositivi di protezione individuale, che prevede diversi obblighi per i fabbricanti, tra cui anche la redazione di apposite istruzioni per l'uso e della dichiarazione di conformità UE (salvo nel caso delle eccezioni indicate nella stessa normativa).